# Henrik Nilsson Bokor
Karl Henrik Nilsson Bokor, född 14 februari 1975 i Glanshammars församling i Örebro län, är en svensk socialdemokratisk politiker. Sedan valet 2014 är han kommunalråd i Torsås kommun. Han bildar den största koalitionen i kommun med Socialdemokraterna, Moderaterna, Liberalerna, Miljöpartiet de gröna, Kristdemokraterna och Vänsterpartiet, som besitter 19 av 35 mandat.
Han var under åren 2006–2010 ordförande i socialnämnden och dess andre vice ordförande 2010–2014.